# Trirhithrum dimorphum
Trirhithrum dimorphum är en tvåvingeart som beskrevs av Munro 1934. Trirhithrum dimorphum ingår i släktet Trirhithrum och familjen borrflugor. Inga underarter finns listade i Catalogue of Life.